# 質量色譜圖
質量層析圖（Mass chromatogram），是將質譜數據作為色譜圖的表示方法。 圖表中x軸表示為時間，Y軸則表示為信號強度。質量色譜圖的來源數據中包含大量的資訊, 但在質量色譜圖中並不是以圖示形式顯示，而是將可隨時間變化的信號強度可視化。當質譜與某些類型的色譜法（液相色譜法-質譜法或氣相色譜-質譜法）結合使用時，色譜圖x軸表示為保留時間，y軸則代表信號強度或相對信號強度，不同類型度量標準的強度表示取決於每個質譜提取的資訊種類。

## 總離子流（TIC）色譜圖
藉由檢測分析圖中的每個點，總離子流（TIC）色譜圖可表示整個質量範圍的總和強度。此範圍通常為數百質荷比以上，而在複雜的樣本中，TIC色譜圖內的多種分析物同時只能提供有限的資訊，所以會使個別分析物產生模糊的情形。

## 基峰色譜圖
基峰色譜圖類似於TIC色譜圖，只監測每個色譜圖中的最強峰。在分析中表示每個點的最強峰強度，通常具有簡單的畫面，比TIC色譜圖具有更多的資訊，減少了其背景值並更加集中於單一分析物的每個點。

## 提取離子色譜圖（XIC）

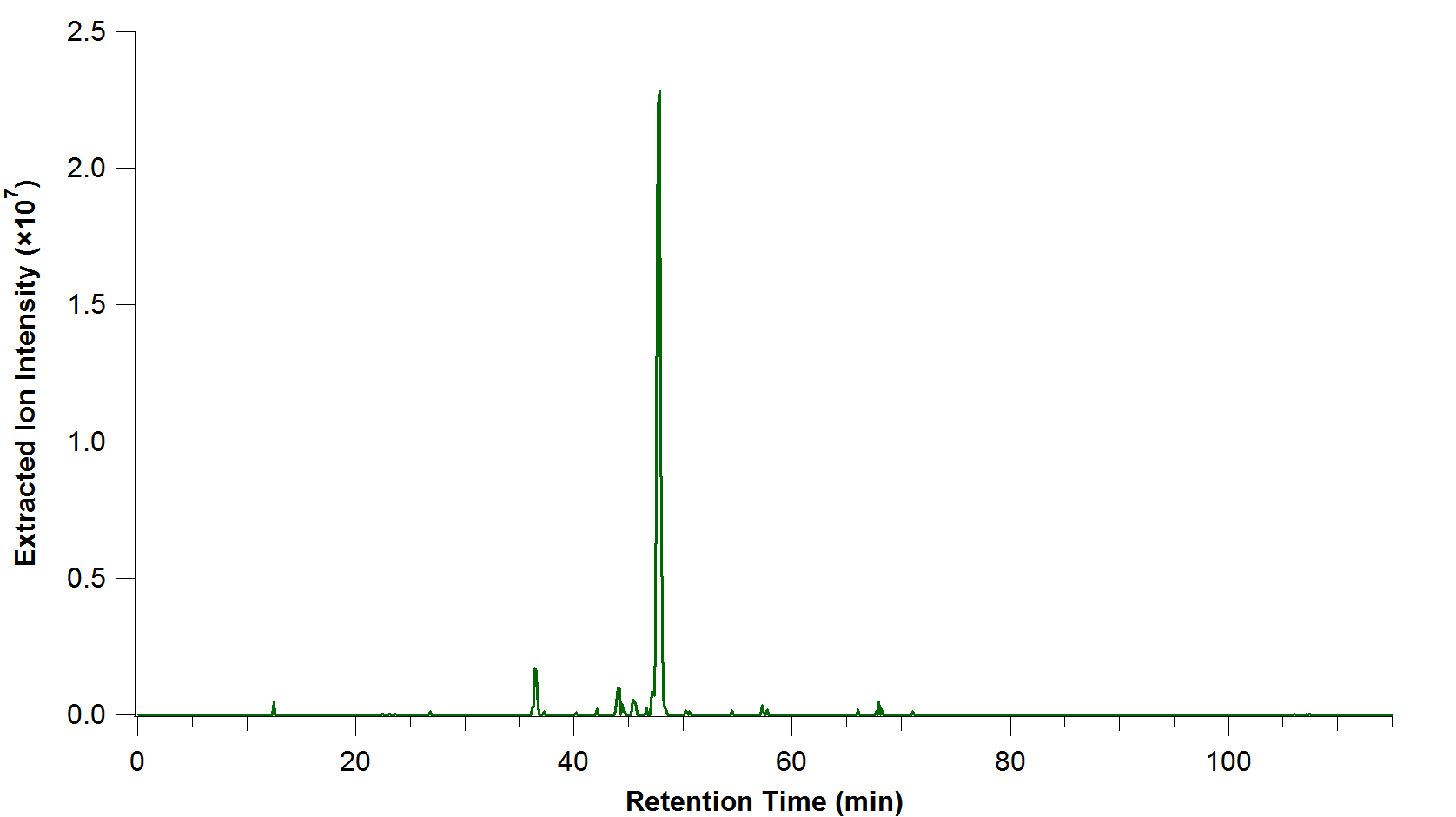
An example extracted-ion chromatogram from an LC-MS analysis.

在提取離子色譜圖（XIC或EIC），又稱為重構離子色譜圖（RIC）中，一個或多個質荷比表示一個或多個目標分析物在色譜運作中被回收（提取）的數據集。某個特定分析物的質荷比被繪製在分析中的每個點中，且基峰強度的總強度也含在內，質量容差的大小通常取決於質量準確度和儀器收集的質量分辨率，此對於重新審查數據非常有用，可檢測預先未意料到的分析物，並突顯出同分異構物中疑似的共洗提物質，或提供目標化合物的清晰色譜圖，通過數據挖掘或數據分析過程產生提取離子色譜圖。而選定離子色譜圖則由一個完全不同類型的實驗產生，其數據只為了收集特定的m/z值，可顯示化合物或目標的化合物類型。

## 選定離子色譜監測（SIM）
選定離子監測（SIM）的色譜圖類似於XIC，不同之處在於質譜是在SIM模式下操作，使得在分析過程中只有選定的m/z值（或更多）可被偵測到，SIM實驗經由使用質譜法（MS）或串聯質譜（MS / MS）儀器進行，這在MS儀器中相當常見，此方式和提取離子色譜圖有顯著差異，因為在SIM實驗中只可收集目標離子的數據，但提取離子色譜圖在操作過程中可收集全部質量範圍的數據，並在操作完成後審查目標分析物。

## 選定反應監測色譜圖（SRM）
選定反應監測色譜圖（SRM）實驗和SIM實驗非常類似，不同之處在於SRM使用了串聯質譜法，使特定母離子的特定離子產物可被偵測，第一次選擇母分析物的質量時，其餘離子會被過濾掉，母分析物會在氣相中被分段並被監測特定片段。這個實驗具有很高的特異性，因為SRM色譜圖只顯示可產生特定質量的離子，而其離子可在特定產物質量的方式中分段，且只有串聯質譜會使用這種類型的實驗。

## 外部連結
- An example of SIM[]